# Robert Andrew Wyman
Robert Andrew Wyman, kanadski general, * 1904, † 1967.